# 메간 케치
메간 케치(Megan Ketch, 1982년 7월 26일 ~ )는 미국의 배우, 텔레비전 배우, 영화배우이다.
뉴욕에서 태어났다.

## 영화
- 더 인크레더블 제시카 제임스 (2017년)